# Brunei na Letnich Igrzyskach Paraolimpijskich 2012
Brunei na Letnich Igrzyskach Paraolimpijskich 2012 w Londynie reprezentował 1 zawodnik w 1 konkurencji.
Dla reprezentacji Brunei był to pierwszy start w igrzyskach paraolimpijskich. Dotychczas żaden zawodnik nie zdobył paraolimpijskiego medalu.

## Kadra

### Lekkoatletyka
| Zawodnik           | Konkurencja           | Finał     | Finał   |
| Zawodnik           | Konkurencja           | Odległość | Pozycja |
| ------------------ | --------------------- | --------- | ------- |
| Shari Haji Juma'at | rzut oszczepem F54-56 | 26.17     | 8       |